# Libnotes (Libnotes) aptata
Libnotes (Libnotes) aptata is een tweevleugelige uit de familie steltmuggen (Limoniidae). De soort komt voor in het Oriëntaals gebied.